# Gert Nielen
Gerardus Christiaan Johannes Franciscus (Gert) C. Nielen (20 april 1926 - 8 juli 2011) was een Nederlands informaticus, organisatieadviseur, hoogleraar Informatiesystemen en rector magnificus aan de Katholieke Universiteit Brabant. Hij geldt als een van de grondleggers van het vak Bestuurlijke Informatiekunde in Nederland.

## Levensloop
Nielen studeerde af aan de Landbouwhogeschool Wageningen in 1956. In 1969 promoveerde hij in Wageningen in de landbouwwetenschap op het proefschrift Informatiesystemen en het besturen van ondernemingen.
Na zijn studie was Nielen in 1956 aan het werk gegaan als systeemontwerper bij het technologiebedrijf Unisys. Van 1970 tot 1995 was hij hoogleraar in de Informatiesystemen aan de Katholieke Universiteit Brabant, en van 1973 tot 1975 tevens rector magnificus. Naast zijn werk aan de universiteit was hij vanaf 1970 parttime intern adviseur bij Philips in Eindhoven. In 1986 richtte hij zijn eigen adviesbureau Raadgevend Bureau Nielen op. Hij was tevens directeur van de Tias-opleiding informatiemanagement.

## Werk
De onderzoeksinteresse van Nielen heeft altijd gelegen bij het proces van gegevensverwerking. Een centrale vraag hierbij was "Hoe krijg je een maximum aan informatie, aan kennis uit een minimum aan gegevens, aan leesarbeid".
Met de jaren heeft Nielen de invloed van informatietechnologie op de onderneming ingrijpend zien veranderen. Aanvankelijk had ICT slechts een ondersteunende rol om gegevensverwerkende processen efficiënter te maken. In de jaren tachtig brak in het bedrijfsleven het besef door, dat ICT de concurrentiepositie van ondernemingen kan verbeteren. Er ontwikkelde zich in dit tijd de nieuwe discipline informatiemanagement, waarover Nielen een aantal standaardwerken schreef.

### Bestuurlijke Informatiekunde
Aan de Katholieke Universiteit Brabant was Nielen nauw betrokken bij de oprichting van de studie Bestuurlijke Informatiekunde. In eerdere tijden bijvoorbeeld in Wageningen werd dat vak nog onderwezen als "theoretische statistiek". Dit ontwikkelde zich in "informatica" en "bestuurlijke informatica" en tegenwoordig "informatiebeleid". De administratieve theorie op dit gebied werd sinds de jaren vijftig onderwezen als Administratieve organisatie.
In 1984 kreeg de Universiteit van Tilburg als eerste toestemming om met een experimentele studierichting op dit gebied te starten. Sinds die tijd zijn er op vele plaatsen soortgelijke initiatieven ontplooid, resulterend in ofwel afstudeerspecialisaties binnen reeds bestaande studierichtingen ofwel in afzonderlijke studierichtingen met een geheel eigen curriculum.

## Publicaties
- 1969. Informatiesystemen en het besturen van ondernemingen Alphen aan den Rijn [etc.] : Samsom
- 1976. De bedoeling van informatie voor mens en organisatie. Samsom.
- 1979. Het begin van de informatica. Samsom.
- 1985. Gemeente, informatie, automatisering. Met J. van Arkel. Kluwer
- 1988. Gegevensleer. Samsom.
- 1993. Van informatie tot informatiebeleid. Samsom BedrijfsInformatie.
- 1996. Organisatie, besturing en informatie: ontwikkeling van theorie en praktijk : liber amicorum bij het afscheid van prof. dr. ir. G.C.J.F. Nielen. Samsom BedrijfsInformatie
- 1997. 50 jaar NVBA, 1947-1997 : een halve eeuw georganiseerde bedrijfsarchivistiek in Nederland. Met Sjef Maas. NVBA